# Microrégion d'Araçuaí
La microrégion d'Araçuaí est l'une des cinq microrégions qui subdivisent la mésorégion du Jequitinhonha, dans l'État du Minas Gerais au Brésil.
Elle comporte huit municipalités qui regroupaient 153 657 habitants en 2006 pour une superficie totale de 10 262 km2.

## Municipalités[1]
- Araçuaí
- Caraí
- Coronel Murta
- Itinga
- Novo Cruzeiro
- Padre Paraíso
- Ponto dos Volantes
- Virgem da Lapa